# Бабелсберг
Бабелсберг (на немски: Babelsberg) е градски район на Потсдам, столицата на провинция Бранденбург в Германия. Жителите на квартала към 31 декември 2020 г. са 25 084.
В Бабелсберг се намират известният дворец Бабелсберг, паркът Бабелсберг, Потсдамският университет. По време на ГДР тук се е намирало киностудиото „DEFA“.
Първото упоменаване на селището е от 1375 година, по времето на император Карл IV.
През Бабелсберг е минавала условната граница между Западен Берлин (район Щеглиц Целендорф) и ГДР. На граничния преход по Глиникския мост (на немски: Glienicker Brücke) е станала размяната на съветския разузнавач Рудолф Абел със сваления американски пилот Франсис Гари Пауърс.
По сценария на филма Седемнадесет мига от пролетта именно в Бабелсберг е живял Щирлиц.
По време на Потсдамската конференция от 17 юли до 2 август 1945 г. във вилите на брега на езерото Грибницзе (на немски: Griebnitzsee) са били настанени ръководителите на делегациите на СССР, САЩ и Великобритания – Сталин, Хари Труман и Уинстън Чърчил.  Оттогава вилите носят техните имена. Във вилата на Труман от 2001 г. е разположено седалището на Фондация за свободата „Фридрих Науман“.
В квартала се намира и международно известното филмово „Студио Бабелсберг“

## Дворец Бабелсберг
През 1833 г. принц Вилхелм от Хохенцолерн получава съгласието на баща си, крал Фридрих Вилхелм III да построи лятна резиденция за него и съпругата му Августа Сакс-Ваймарска на склона на хълма Бабелсберг, с изглед към река Хафел. Първите планове са проектирани в неоготически стил от Карл Фридрих Шинкел, но скоро не удовлетворяват нарастващите изисквания на Вилхелм. Неговият по-голям брат крал Фридрих Вилхелм IV е женен, но няма деца. По този начин Вилхелм I се ползва със статут на пруски престолонаследник. Дворецът е до голяма степен разширен и е завършен през 1849 г.
Бабелсберг остава резиденция на Вилхелм след възкачването му на пруския и германския трон. Именно тук след личен разговор на 23 септември 1862 г. той назначава Ото фон Бисмарк за министър за президент на Прусия и решава да не абдикира.
От 1990 г. дворецът Бабелсберг с околния парк, изграден от Петер Йозеф Лене и Херман фон Пюклер-Мускау, е част от дворците и парковете на ЮНЕСКО в Потсдам и Берлин, обект на световното наследство и е отворен за посетители като музей. Един от кампусите на Университета в Потсдам, както и Институтът по астрофизика Лайбниц в Потсдам (AIP) са разположени в парка. До Нойбабелсберг е домът на Института Хасо Платнер за инженерство на софтуерни системи.
Германската метал група Рамщайн използва замъка Бабелсберг, за да заснеме музикалния си видеоклип „Du riechst so gut“.

## Галерия
- Дворецът Бабелсберг
- Дворецът Бабелсберг
- Дворецът Бабелсберг и вляво – телевизонната кула в берлинския квартал Ванзее
- Дворецът Бабелсберг и на заден план Глиниският мост, койтво свързва Потсдам вляво с Берлин вдясно.
- Дворцов парк Бабелсберг
- Глиниският мост, койтво свързва Потсдам вляво с Берлин вдясно.
- Глиниският мост, койтво свързва Потсдам вляво с Берлин вдясно.
- Флатовата кула – кула в дворцовия парк Бабелсберг
- Флатовата кула – кула в дворцовия парк Бабелсберг
- Сграда за помещаване на парна машина, която спомага изпомпването на вода от езерото и отвеждането ѝ чрез парен натиск към парка с цел поливане.
- „Макък дворец Бабелсберг“ (на немски: Kleines Schloss Babelsberg) – жилище на германския император Фридрих III и съпругата му Виктория Сакскобургготска. Днес се използва като ресторант.
- Филмов парк Бабелсберг
- Студио Бабелсберг – най-голямото филмово студио в Германия и Европа
- Старото кметство на някогашния град Бабелсберг, днес квартал на Потсдам. Бившето кметство днес помещава ресторант и различни организации.
- Градски тип вила в квартал Бабелсберг.